# Kocheril Raman Narayanan
Kocheril Raman Narayanan (Travancore, 27 ottobre 1920 – Nuova Delhi, 9 novembre 2005) è stato un politico indiano; fu la prima persona appartenente alla casta più bassa, quella dei dalit, ad assurgere alla più alta carica dello Stato.

## Biografia
Fu decimo presidente dell'India, in carica dal 1997 al 2002.